# Stichting Spoetnik
Stichting Spoetnik is een in Vlaardingen gevestigde niet-gouvernementele hulporganisatie die hulp brengt en projecten doet in Oekraïne.

## Activiteiten
De stichting, die geheel uit vrijwilligers bestaat, verleent naast het uitvoeren van haar eigen samenwerkingsprojecten hulp aan andere Nederlandse organisaties die in Oekraïne actief zijn, bijvoorbeeld bij het opmaken van douanedocumenten. In Oekraïne werkt Spoetnik samen met zes humanitaire organisaties. Spoetnik onderhoudt eveneens nauwe banden met de Nederlandse en Oekraïense overheid, de Kinderbescherming, het Nederlands Helsinki Comité en diverse Rotaryclubs in Nederland.

## Wetenswaardigheden
Vanaf de oprichting (in december 1994) is Spoetnik betrokken bij de koepelorganisatie Stichting Platform Samenwerking Nederland-Oekraïne (SPS N-O).
In 2005 neemt de uit Oekraïne afkomstige Victoria Koblenko het ambassadeurschap van Spoetnik op zich.
In 2018, bij het 25-jarig jubilieum van Stichting Spoetnik, traden diverse artiesten op, waaronder de toen 7-jarige Oekraïense Veronika Morska, die toen voor het eerst optrad in Nederland.

## Onderscheidingen

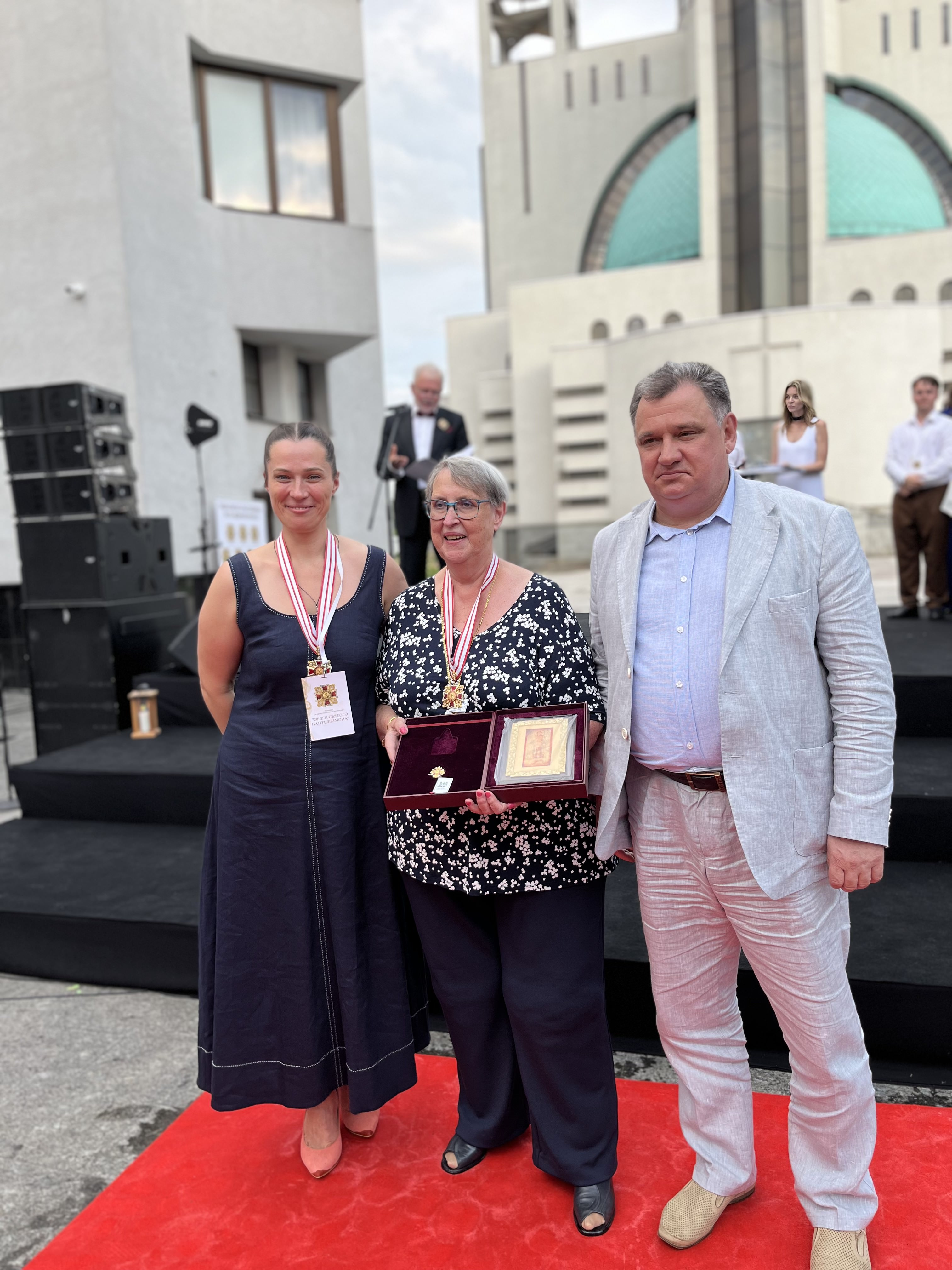
Iryna Rybinkina (l.) en Beja Kluiters (m.) bij de uitreiking van de Orde van Sint-Panteleimon.

Op 30 november 2003 vierde Spoetnik haar tienjarig bestaan met een benefietconcert in Den Haag. Eerder dat jaar werd voorzitter Beja Kluiters-Albers, als bestuurslid van stichting Platform Samenwerking Nederland-Oekraïne, benoemd tot lid in de Orde van Oranje-Nassau.
Tijdens het bezoek van Kateryna Joesjtsjenko, de echtgenote van de President van de Republiek Oekraïne, aan Vlaardingen op 8 juni 2006 ontving Beja Kluiters-Albers de Orde van Vorstin Olha in de derde klasse.
Op 28 februari 2016 ontving ze de kerkelijke onderscheiding Medaille voor opofferingsgezindheid en liefde voor Oekraïne, toegekend door Patriarch Filaret van de Oekraïens-Orthodoxe Kerk patriarchaat van Kyiv.
In 2020 ontving Kluiters het Ereteken, de hoogste militaire onderscheiding van het ministerie van Defensie van Oekraïne die aan burgers kon worden toegekend, voor haar jarenlange inzet op humanitair gebied.
Bij het dertigjarig bestaan van de stichting werden vier vrijwilligers onderscheiden. Adviseur John Stienen ontving de medaille voor steun aan de Oekraïense strijdkrachten.
Op 27 juli 2024 ontving Beja Kluiters-Albers in Kyiv de Orde van Sint-Panteleimon voor een betekenisvolle bijdrage aan de strijd van het Oekraïense volk voor vrijheid en onafhankelijkheid.

Onderscheidingen verleend aan vrijwilligers van Stichting Spoetnik
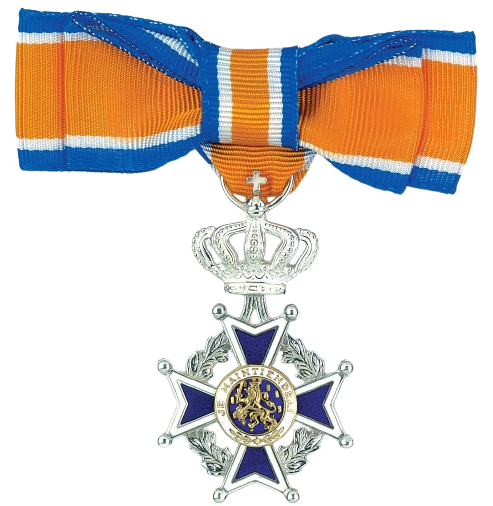
Lid Oranje-Nassau
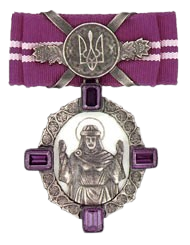
Vorstin Olha
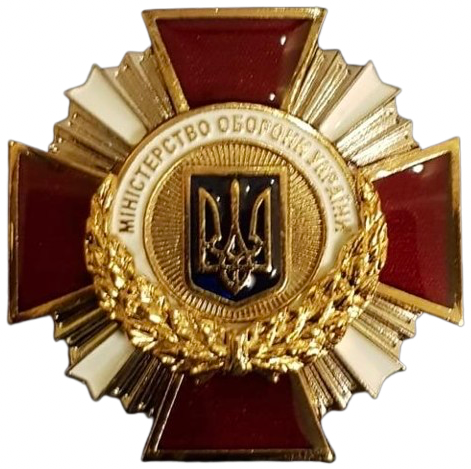
Ereteken
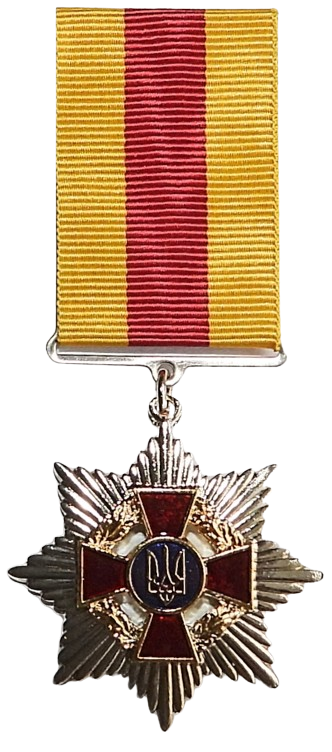
Voor steun aan de strijdkrachten
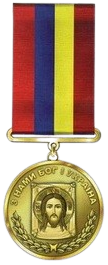
opofferingsgezindheid en liefde
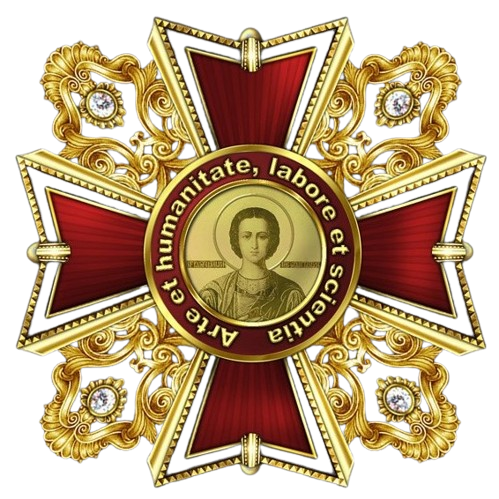
Sint-Panteleimon